# Neumonía por aspiración
La neumonía por aspiración es un cuadro respiratorio propio de pacientes con un estado de consciencia disminuido (coma, embriaguez extrema u otros), ancianos y en personas que presentan disfagia, enfermedad por reflujo gastro-esofágico o divertículo de Zenker. Es también frecuente en intubados y en aquellos pacientes en los que el vómito es repetido.
La causa de esta neumonía es una aspiración por regurgitación del material bien de la orofaringe, bien del tracto digestivo; material que pasa al árbol bronquial por un fallo en los mecanismos fisiológicos de defensa contra la aspiración. Si se trata de un cuerpo más o menos grande, el reflejo tusígeno puede expulsarlo; pero si es pequeño o el sujeto está en un estado de consciencia deprimido, el material puede progresar hasta los bronquiolos de menor calibre. Dado que se trata de material séptico (contiene bacterias), pueden provocar una neumonía lobar o segmentaria. Las bacterias más comunes son Pseudomonas Spp., y otras bacterias Gram negativas, así como neumococo Streptococcus pneumoniae o Klebsiella, Serratia o Proteus.
Los síntomas son los típicos de una neumonía atípica, con escasa fiebre en contraste con un deterioro general.